# کوربتا (کوه)
کوربتا (به لاتین: Corbetta) یک کوه در سوئیس است که در کانتون فریبورگ واقع شده‌است. کوربتا ۱٬۴۰۱ متر بالاتر از سطح دریا واقع شده‌است.